# Evolvulus nuttallianus
Evolvulus nuttallianus là một loài thực vật có hoa trong họ Bìm bìm. Loài này được Roem. & Schult. mô tả khoa học đầu tiên năm 1820.

## Hình ảnh

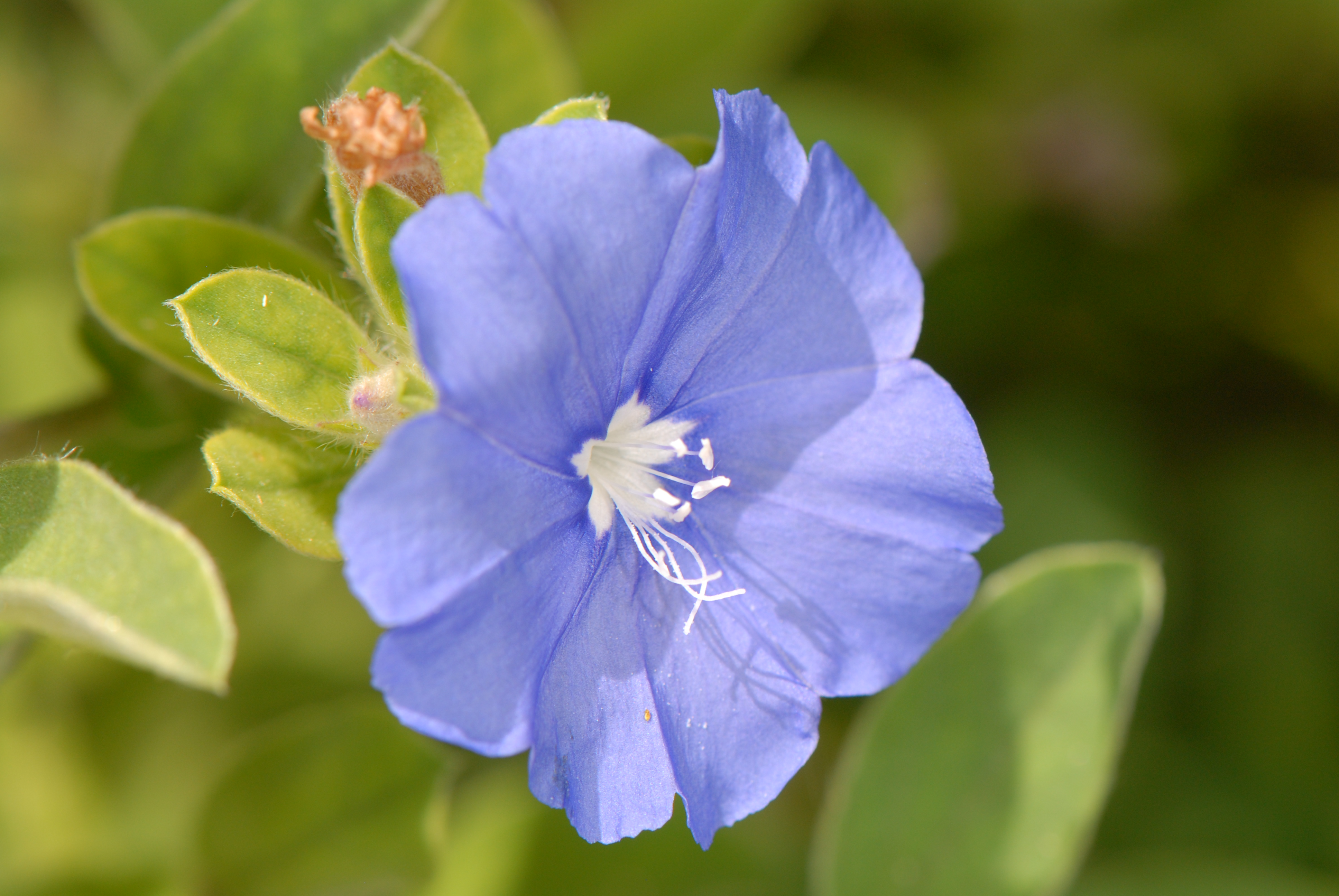
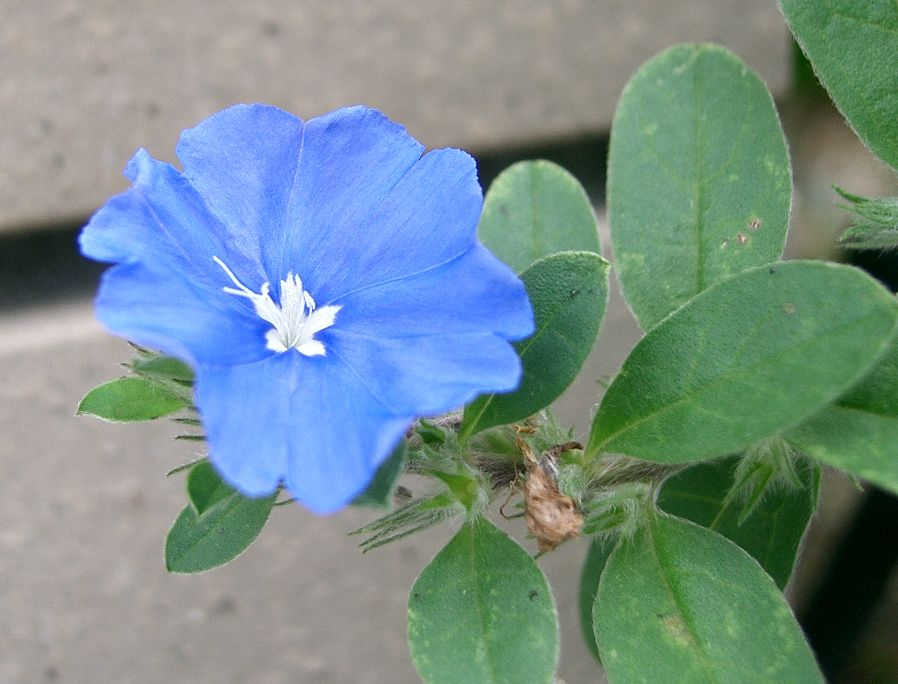
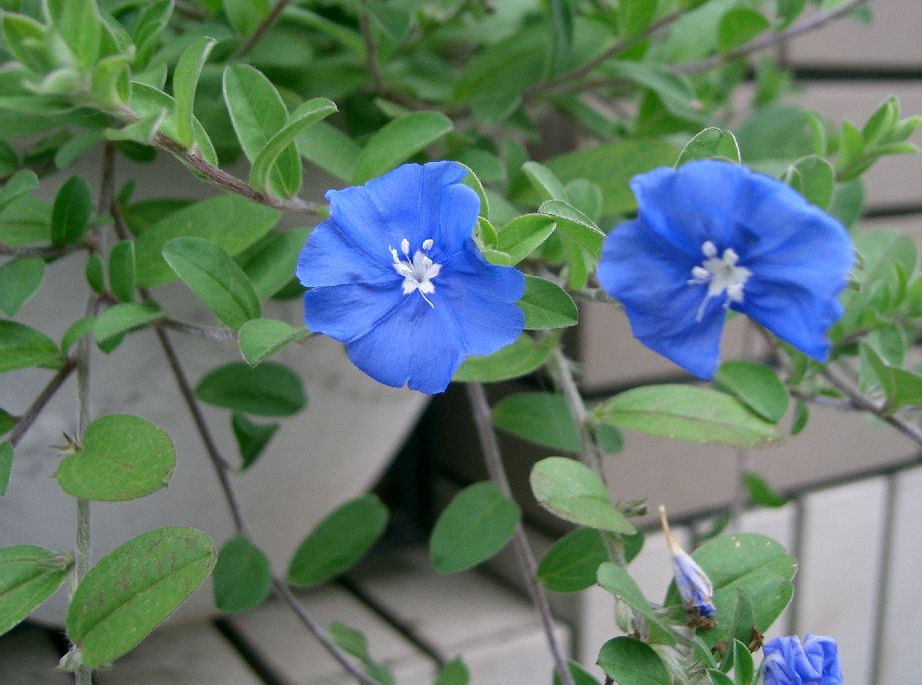